# Der Flaschenkobold

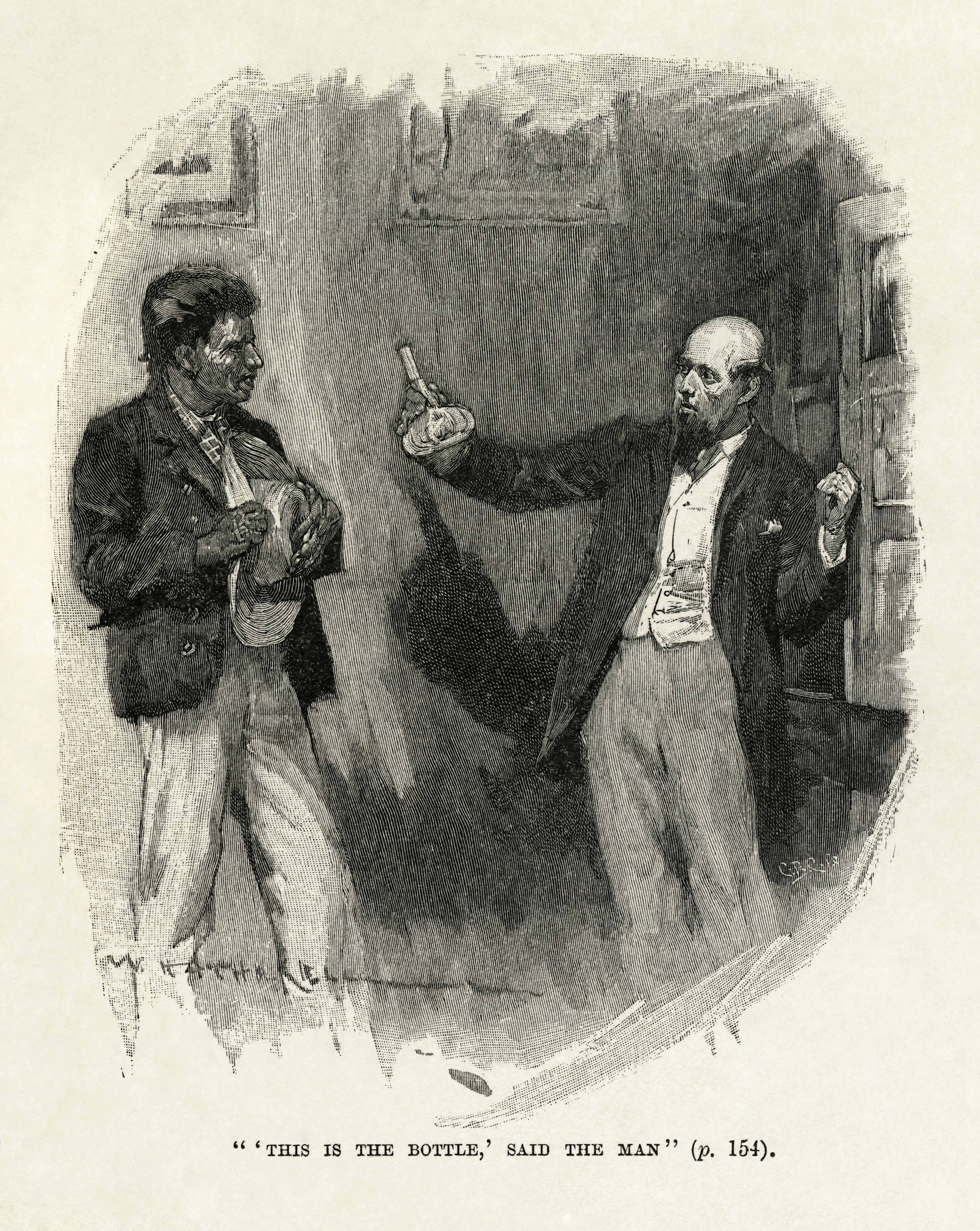
Illustration zu The Bottle Imp von William Hatherell, 1905

Der Flaschenkobold (englisch The Bottle Imp), im deutschsprachigen Raum auch Das Flaschenteufelchen oder auch Der Flaschenteufel, ist eine Novelle des schottischen Schriftstellers Robert Louis Stevenson. Die Erzählung wurde 1891 in mehreren Teilen vorab gedruckt und erschien 1892 erstmals in Buchform. Im Jahr 1893 veröffentlichte Stevenson den Flaschenkobold mit weiteren Südseegeschichten in dem Erzählband Inselnächte (englisch Island Night’s Entertainments).

## Inhalt
Der Protagonist Keawe, ein hawaiischer Matrose, erwirbt für knapp fünfzig Dollar eine mysteriöse Flasche, die ihrem Besitzer jeden Wunsch erfüllt. Ihm wird aber geraten, sich beizeiten wieder von ihr zu trennen, denn wer sie im Augenblick des Todes noch besitzt, fährt unweigerlich zur Hölle. Auch ist sie unzerstörbar, man kann sie nur durch Verkauf loswerden, und zwar nur gegen Bargeld und billiger als zum Einkaufspreis, anderenfalls kehrt sie zurück. Außerdem müssen dem Käufer alle diese Bedingungen offenbart werden.
Nachdem Keawe sich ein schönes Haus gewünscht und prompt erhalten hat, verkauft er die Flasche an seinen Freund Lopaka. Wenig später begegnet er dem schönen Mädchen Kokua, das seine Zuneigung erwidert, und so ist sein Glück vollkommen, doch leider nur kurz. Keawe entdeckt, dass er von der unheilbaren Krankheit Lepra befallen ist. Leprakranke werden von der Gesellschaft gemieden und ausgestoßen, meist vegetieren sie dann kümmerlich auf der abgelegenen Halbinsel Kalaupapa auf Molokaʻi. Keawes einzige Hoffnung, diesem Schicksal zu entgehen, besteht darin, noch einmal in den Besitz der Flasche zu gelangen. Er macht sich auf die Suche, denn die Flasche ist inzwischen durch viele weitere Hände gegangen. Als er sie endlich ausfindig gemacht hat, kostet sie nur noch einen Cent. Um seiner Liebe willen kauft Keawe sie dennoch und wird geheilt, versinkt danach aber in Verzweiflung, weil er sie nicht mehr billiger weiterverkaufen kann. Nach einiger Zeit kommt seine Frau Kokua hinter sein Geheimnis und schlägt vor, auf die französischen Südseeinseln zu fahren, wo die noch kleinere Währungseinheit Centime kursiert, mit der einige weitere Verkäufe möglich wären. Dort will jedoch niemand auf den Handel eingehen, worauf Kokua sich opfert, indem sie über einen Strohmann die Flasche heimlich selbst erwirbt. Als Keawe durch Zufall die Täuschung bemerkt, zögert er nicht, für Kokuas Rettung dasselbe zu tun, wenngleich der Preis dadurch bis auf einen einzigen Centime fällt. Doch der von Keawe vorgeschobene Scheinkäufer, ein roher und trunksüchtiger Bootsmann, will die Flasche nicht mehr herausgeben. Vergeblich warnt Keawe ihn vor der drohenden Verdammnis. Damit rechne er sowieso, meint der Bootsmann, und wankt mit der verhängnisvollen Flasche davon. Keawe und Kokua aber leben seitdem glücklich und zufrieden.

## Verschiedenes
Stevenson, der die Novelle zur reinen Unterhaltung verfasst hat, greift mit der Geschichte eines Wünsche erfüllenden Koboldes das literarische Motiv des Teufelspaktes auf. Deutliche Parallelen zeigen sich zur Erzählung Eine Geschichte vom Galgenmännlein (1810) von Friedrich de la Motte Fouqué. Eine Reihe von Parallelen gibt es auch zum Motiv des Flaschengeistes in der Sage Spiritus familiaris der Brüder Grimm.
Deutlich werden Eindrücke seines fünfmonatigen Aufenthalts im Königreich Hawaiʻi im Jahre 1889 verarbeitet. So spielt ein Teil der Geschichte in Hoʻokena, einer Siedlung an der Kona-Küste der Insel Hawaiʻi, die der Schriftsteller besucht hatte. In einer Szene in Honolulu erwähnt er Heinrich Berger, den Kapellmeister der Royal Hawaiian Band. Der Name von Keawes Frau verweist auf das hawaiische Wort kōkua, das Hilfe bedeutet. Schließlich hatte Stevenson 1889 auch die Leprakolonie auf der Insel Molokaʻi besucht und Damian de Veuster getroffen. Er war daher aus eigener Anschauung mit dem Schicksal von Leprakranken vertraut. An verschiedenen Stellen verwendet Stevenson das hawaiische Wort haole, mit der Weiße bezeichnet werden, so auch in der Beschreibung des letzten Besitzers der Flasche.
Das Original des Flaschenkobolds schrieb Stevenson, der von 1890 an bis zu seinem Tod (1894) auf Samoa lebte, in der zeitgenössischen samoanischen Sprache. Er wurde daraufhin von den Einheimischen auch mit „Tusitala“ („der Erzähler“) betitelt.
Der Flaschenkobold ist in deutschen Übersetzungen zuerst als Das Flaschenteufelchen (Insel-Bücherei 302/2, mit Holzstichen von Hans Alexander Müller, 1925), dann als Der Flaschenteufel (Hamburg 1926) aufgelegt worden.
Im Jahr 1934 verfilmte die UFA den Stoff unter dem Titel Liebe, Tod und Teufel mit Käthe von Nagy und Albin Skoda in den Hauptrollen. Regie führten Heinz Hilpert und Reinhart Steinbicker.

## Hörspiele/Hörbücher
- 1946: Das Flaschenteufelchen – Regie: Cläre Schimmel (Hörspiel – Radio Stuttgart)
- 1947: Das Flaschenteufelchen – Regie: Julius Flach (Hörspiel – Südwestfunk)
- 1966: Der Flaschenteufel – Regie: Walter Niklaus (Kinderhörspiel – Rundfunk der DDR)
- 1967: Das Flaschenteufelchen – Regie: Jörg Jannings (Kinderhörspiel – RIAS Berlin)
- 1970: Der Flaschenteufel – Regie: Dieter Scharfenberg (Kinderhörspiel – Litera; 1975, RCA/Felix Lochnase; 2001, CD-Edition: Litera Junior/BMG Wort)
- 1970: Das Flaschenteufelchen – Regie: Jan Alverdes (Kinderhörspiel – Bayerischer Rundfunk; 2009, CD-Edition: Igel Records)
- 1975: Das Flaschenteufelchen – Regie: Konrad Halver (Kinderhörspiel – PEG Jugendserie)
- 1979: Das Flaschenteufelchen – Regie: Ernst Becker (Kinderhörspiel – Saarländischer Rundfunk)
- 1980: Der Flaschendämon (Reihe: Die Hörbude) – Regie: Thomas Köhler (Hörspiel – Südwestfunk)
- 1988: Der Flaschenteufel – Regie: Manfred Täubert (Kinderhörspiel – Rundfunk der DDR)
- 1998: Der Kobold in der Flasche (Reihe: Als das Wünschen noch geholfen hat ...) – Regie: Uwe Schareck (Kinderhörspiel – Westdeutscher Rundfunk)
- 2004: Der Flaschenteufel (Hörbuch – Argon Verlag; 2013, Argon Digital)
- 2005: Der Flaschenteufel (Hörbuch – Weltbild Hörbibliothek)
- 2025: Der Flaschenteufel (Hörbuch – Sprichwort Audioverlag)